# George Mills
 George Robert Mills, más conocido como George Mills (Londres, Inglaterra; 29 de diciembre de 1908-Torquay, Devon, Inglaterra; 15 de julio de 1970), fue un futbolista inglés que se desempeñó como delantero en el Chelsea FC durante toda su carrera. Es el octavo máximo goleador en la historia del Chelsea, al haber marcado 125 goles entre 1929 y 1943.

## Selección nacional
Fue internacional con la Selección de fútbol de Inglaterra en 3 ocasiones y marcó 3 goles. Debutó el 23 de octubre de 1937, en un encuentro del British Home Championship ante la selección de Irlanda del Norte que finalizó con marcador de 5-1 a favor de los ingleses.

## Clubes
| Club       | País       | Año         |
| ---------- | ---------- | ----------- |
| Chelsea FC | Inglaterra | 1929 - 1943 |